# Te amaré (canción de Miguel Bosé)
«Te amaré» es el segundo sencillo del cuarto álbum de estudio del cantante español Miguel Bosé. 
La canción es incluida en el álbum Miguel de 1980, es compuesta por el mismo cantante y Juan Carlos Calderón. Descrita por Miguel Bosé como «la canción más bonita del mundo y de mi historia» durante un concierto realizado en 2017 en México.

## Versiones
- 2015 - Alejandro Fernández
- 2007 - Dúo de Miguel Bosé con Laura Pausini para el disco Papito.